# De Reit (Tilburg)
De Reit is een woonwijk in Tilburg in de Nederlandse provincie Noord-Brabant. De wijk ligt ten westen van het centrum in stadsdeel Tilburg West en werd vanaf 1958 ontwikkeld.
De wijk wordt in het noorden begrensd door de spoorlijn Breda - Eindhoven, in het oosten door de Ringbaan-West, in het zuiden door de Bredaseweg en in het westen door de Warandelaan. Ten noorden van De Reit ligt de wijk Het Zand, ten oosten de wijk Noordhoek, ten zuiden de wijken Zorgvliet en Blaak en ten westen het park De Oude Warande.
Aan de noordzijde van de wijk ligt het station Tilburg Universiteit. In het westen van de wijk is de Tilburg University gevestigd. Midden in de wijk staat de Maranathakerk en meer naar het oosten de Opstandingskerk. In het zuidwesten van de wijk ligt de Joodse begraafplaats.